# Josh Campbell
Josh Campbell (* 6. Mai 2000 in Edinburgh) ist ein schottischer Fußballspieler, der bei Hibernian Edinburgh unter Vertrag steht.

## Karriere
Josh Campbell spielte bis zum Jahr 2019 in der Jugend von Hibernian Edinburgh. Von Januar bis Mai 2019 wurde er an den Drittligisten Airdrieonians FC verliehen, für den er 14 Spiele in der Rückrunde der Saison 2018/19 bestritt. Nachdem er zurück in Edinburgh war, kam er für die erste Mannschaft im schottischen Ligapokal zum Einsatz. Ab Ende August 2019 wurde Campbell an den schottischen Zweitligisten FC Arbroath verliehen.